# Polotnjany Sawod
Polotnjany Sawod (russisch Полотня́ный Заво́д) ist eine Siedlung städtischen Typs in der Oblast Kaluga in Russland mit 5224 Einwohnern (Stand 14. Oktober 2010).

## Geographie
Der Ort liegt etwa 30 km Luftlinie nordwestlich des Oblastverwaltungszentrums Kaluga am linken Ufer der Schanja sowie zu beiden Seiten des dort von links einmündenden Suchodrew. Die Schanja mündet ihrerseits etwa 7 km südwestlich von links in den linken Oka-Zufluss Ugra.
Polotnjany Sawod gehört zum Rajon Dserschinski und befindet sich etwa 8 km südöstlich von dessen Verwaltungszentrum Kondrowo. Es ist Sitz und einzige Ortschaft der Stadtgemeinde (gorodskoje posselenije) Possjolok Polotnjany Sawod.

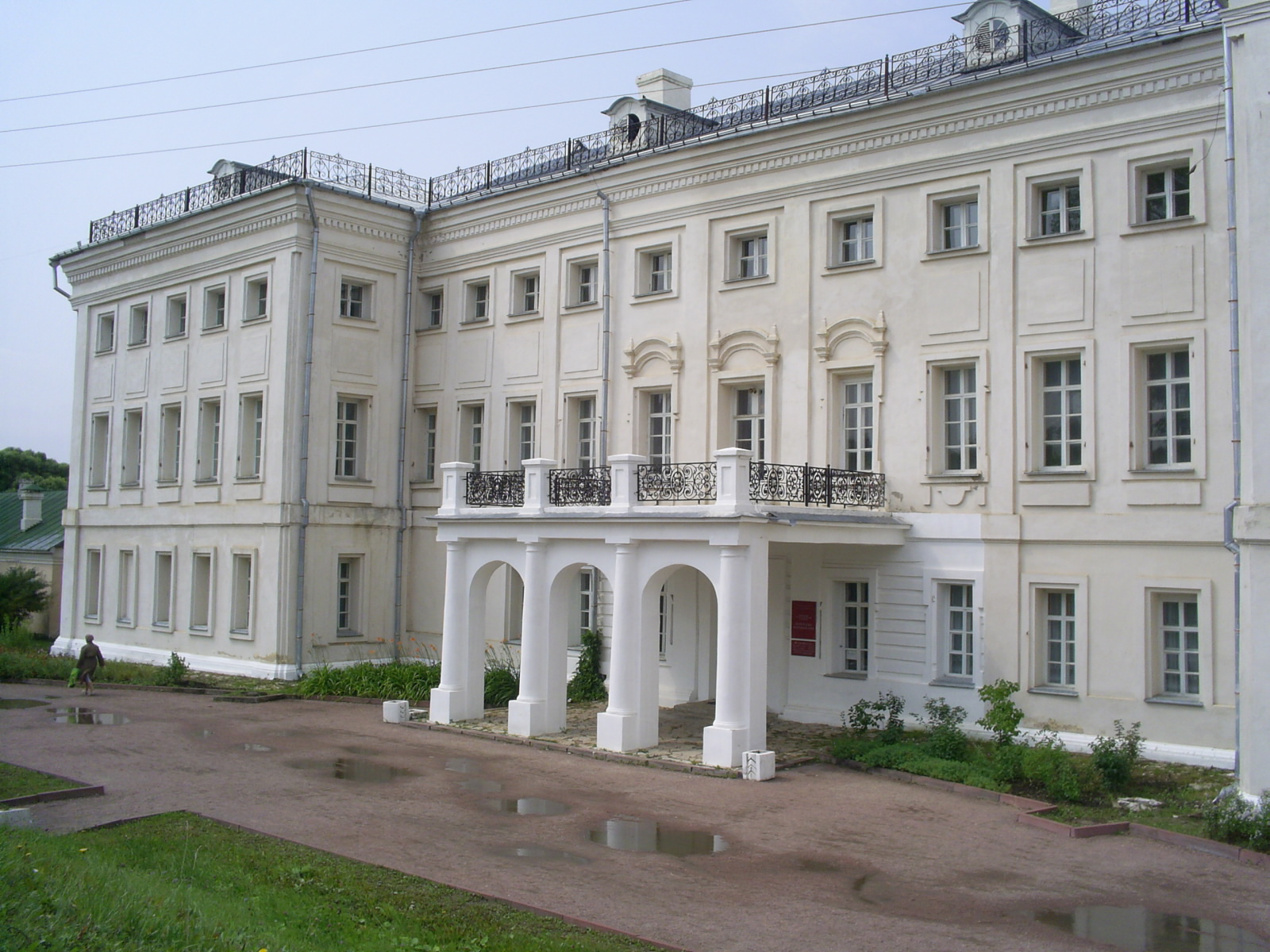
Hauptgebäude des Anwesens der Familie Gontscharow
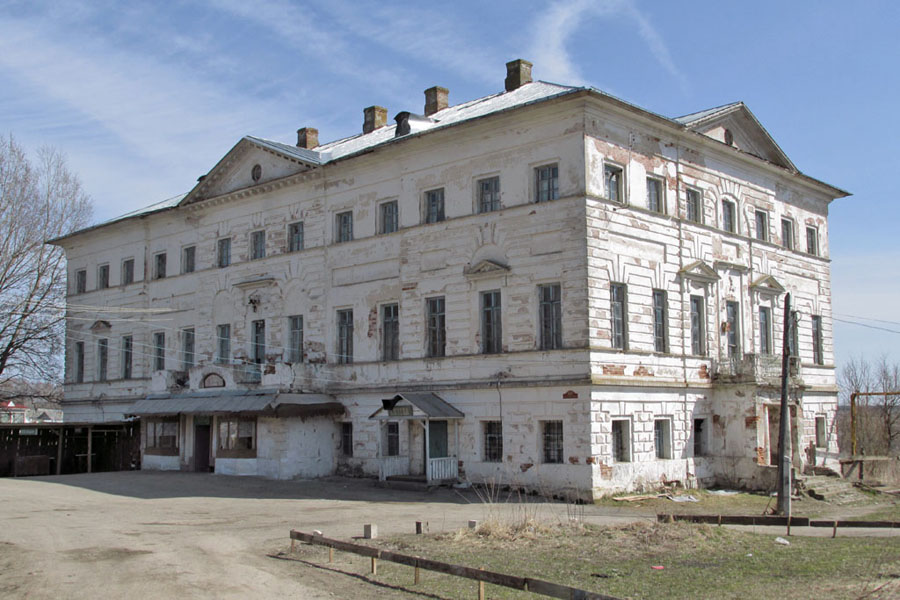
Landsitz der Familie Schtschepotschkin
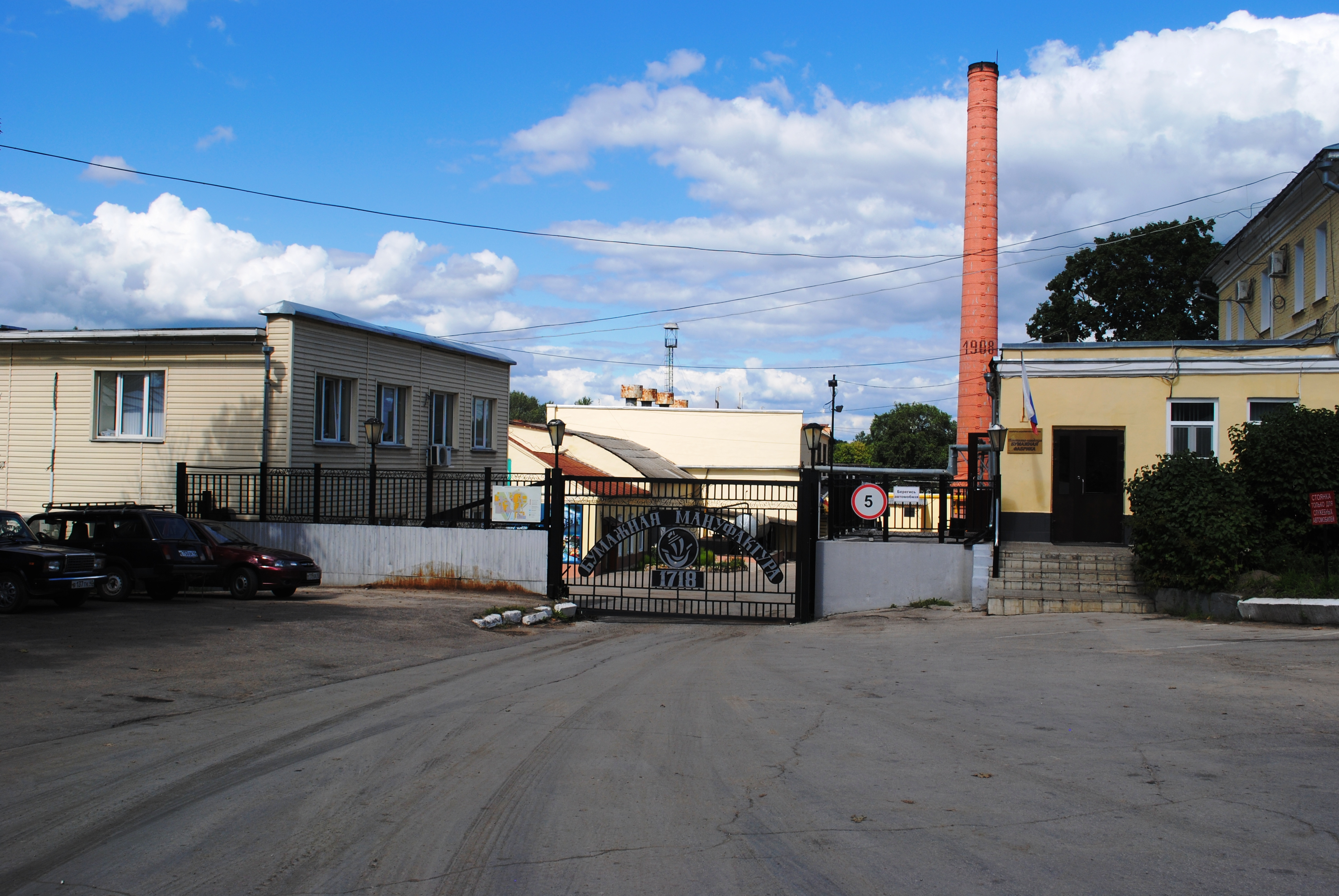
Papierfabrik
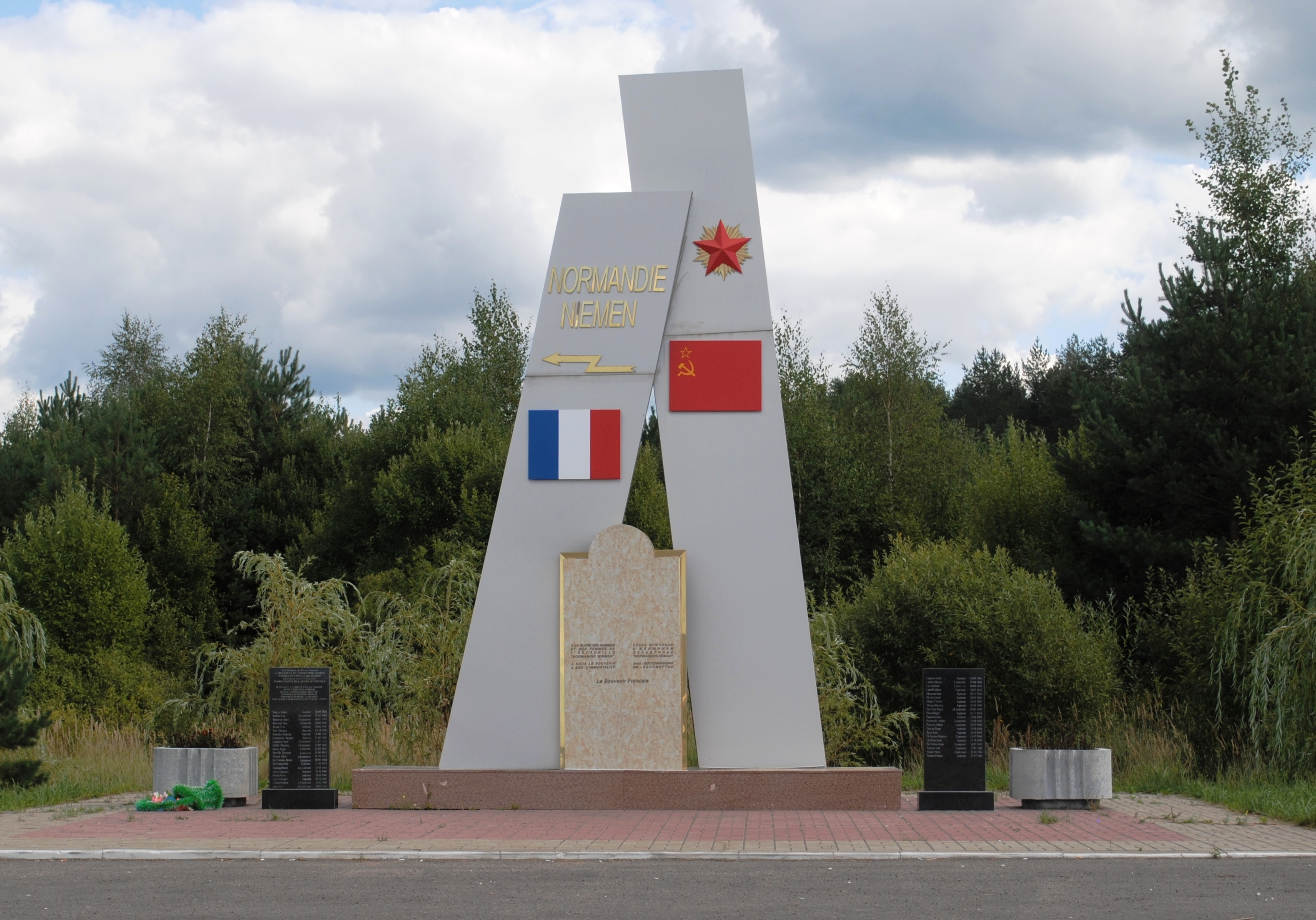
Denkmal für das im Zweiten Weltkrieg zeitweise in der Nähe stationierte französische Jagdfliegergeschwader Normandie-Njemen

## Geschichte
Der Ort entstand 1718 im Zusammenhang mit der Errichtung einer Segeltuchmanufaktur durch den Kalugaer Kaufmann Timofei Filatow-Karamyschew auf Anweisung des Zaren Peters des Großen; der Ortsname bedeutet davon abgeleitet etwa „Tuchwerk“. 1720 wurde gemeinsam mit den in der Gegend ansässigen Adeligen Grigori Schtschepotschkin und Afanassi Gontscharow noch eine Papierfabrik eröffnet, die bis heute in Betrieb ist. Die Familien Schtschepotschkin und Gontscharow ließen im Ort große Anwesen errichten, die ebenfalls weitgehend erhalten sind beziehungsweise nach Zerstörung im Zweiten Weltkrieg wiederaufgebaut wurden.
Der Ort gehörte anfangs zum Ujesd Medyn, zunächst als Teil des Gouvernements Moskau, ab 1796 zum neugebildeten Gouvernement Kaluga. Während des napoleonischen Russlandfeldzuges 1812 befand sich im Gontscharow-Landsitz nach der Schlacht bei Malojaroslawez zeitweise das Hauptquartier des russischen Oberbefehlshabers Michail Kutusow.
1925 erhielt Polotnjany Sawod den Status einer Siedlung städtischen Typs. Im Zweiten Weltkrieg war die Siedlung von 12. Oktober 1941 bis zum 18. Januar 1942 von der deutschen Wehrmacht besetzt und wurde insbesondere während der mehrere Tage andauernden Kämpfe bei der Rückeroberung durch die Rote Armee stark in Mitleidenschaft gezogen.

### Bevölkerungsentwicklung
| Jahr | Einwohner |
| ---- | --------- |
| 1859 | 2632      |
| 1897 | 3685      |
| 1939 | 5743      |
| 1959 | 7506      |
| 1970 | 6257      |
| 1979 | 5926      |
| 1989 | 5441      |
| 2002 | 5742      |
| 2010 | 5224      |

Anmerkung: ab 1897 Volkszählungsdaten

## Verkehr
In Polotnjany Sawod befindet sich eine Station bei Kilometer 129 der Eisenbahnstrecke Wjasma – Kaluga – Rjaschsk, die 1874 eröffnet und zwischen 1967 und 1971 auf dem Teilabschnitt von Kaluga bis Polotnjany Sawod elektrifiziert wurde (zwischen beiden Orten wird die Hauptstrecke Moskau – Kiew, zu der Übergang besteht, gekreuzt).
Durch die Siedlung verläuft die Regionalstraße 29K-008, die bei Kaluga an der föderalen Fernstraße M3 Moskau – Brjansk – ukrainische Grenze beginnt und weiter über Kondrowo nach Medyn führt, wo sie die föderale Fernstraße A130 von Moskau nach Roslawl und zur belarussischen Grenze erreicht.

## Persönlichkeiten
- Natalja Gontscharowa (1812–1863), Ehefrau des Dichters Alexander Puschkin, verbrachte im Familienanwesen in Polotnjany Sawod einen Teil ihrer Jugend und einige Zeit nach Puschkins Tod; auch Puschkin selbst weilte dort mehrfach
- Anatoli Winogradow (1888–1946), Schriftsteller, geboren in Polotnjany Sawod